# Clères
Clères ist eine französische Gemeinde mit 1.380 Einwohnern (Stand: 1. Januar 2022) im Département Seine-Maritime in der Region Normandie. Sie gehört zum Arrondissement Rouen und zum Kanton Bois-Guillaume (bis 2015: Kanton Clères).

## Geographie
Clères liegt etwa 17 Kilometer nördlich von Rouen an dem Flüsschen Clérette. Umgeben wird Clères von den Nachbargemeinden Grugny im Norden, Frichemesnil im Nordosten, Authieux-Ratiéville im Osten, Mont-Cauvaire im Süden, Anceaumeville im Südwesten Sierville im Westen, Le Bocasse im Westen und Nordwesten sowie La Houssaye-Béranger im Nordwesten.

## Bevölkerungsentwicklung
| 1962                      | 1968 | 1975 | 1982 | 1990 | 1999 | 2006 | 2013 |
| ------------------------- | ---- | ---- | ---- | ---- | ---- | ---- | ---- |
| 1006                      | 1055 | 1091 | 1302 | 1254 | 1266 | 1303 | 1388 |
| Quelle: Cassini und INSEE |      |      |      |      |      |      |      |

## Sehenswürdigkeiten
- Kirche Saint-Vaast-et-Saint-Nicolas aus dem 16. Jahrhundert
- Kirche Saint-Sauveur in Cordelleville aus dem 12. Jahrhundert
- Kirche Notre-Dame in Le Tôt aus dem 12. Jahrhundert
- Schloss und Park, heutiger Parc zoologique de Clères
- Reste der mittelalterlichen Burg
- Markthalle aus dem 18. Jahrhundert

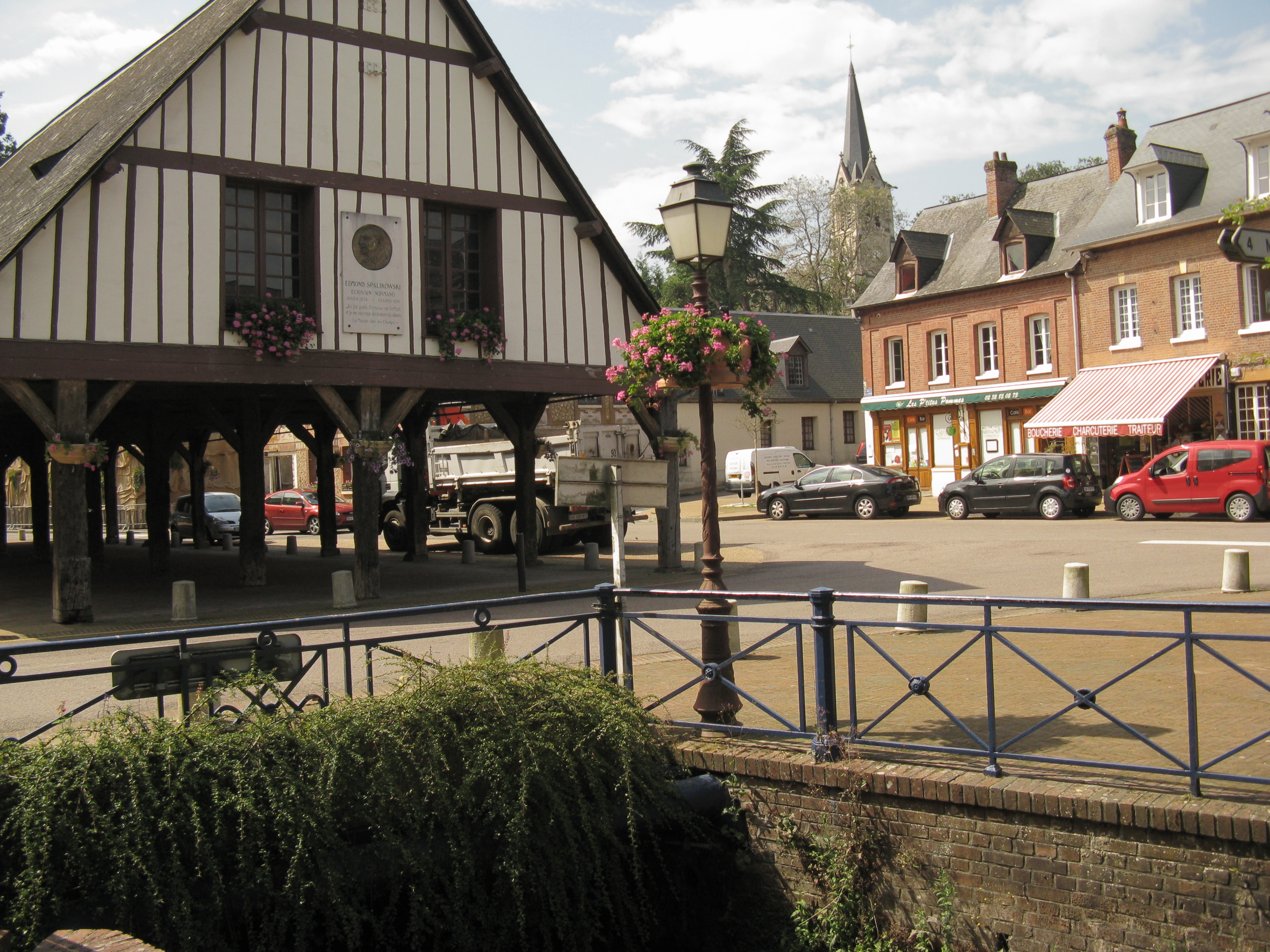
Markthalle und Kirche im Hintergrund
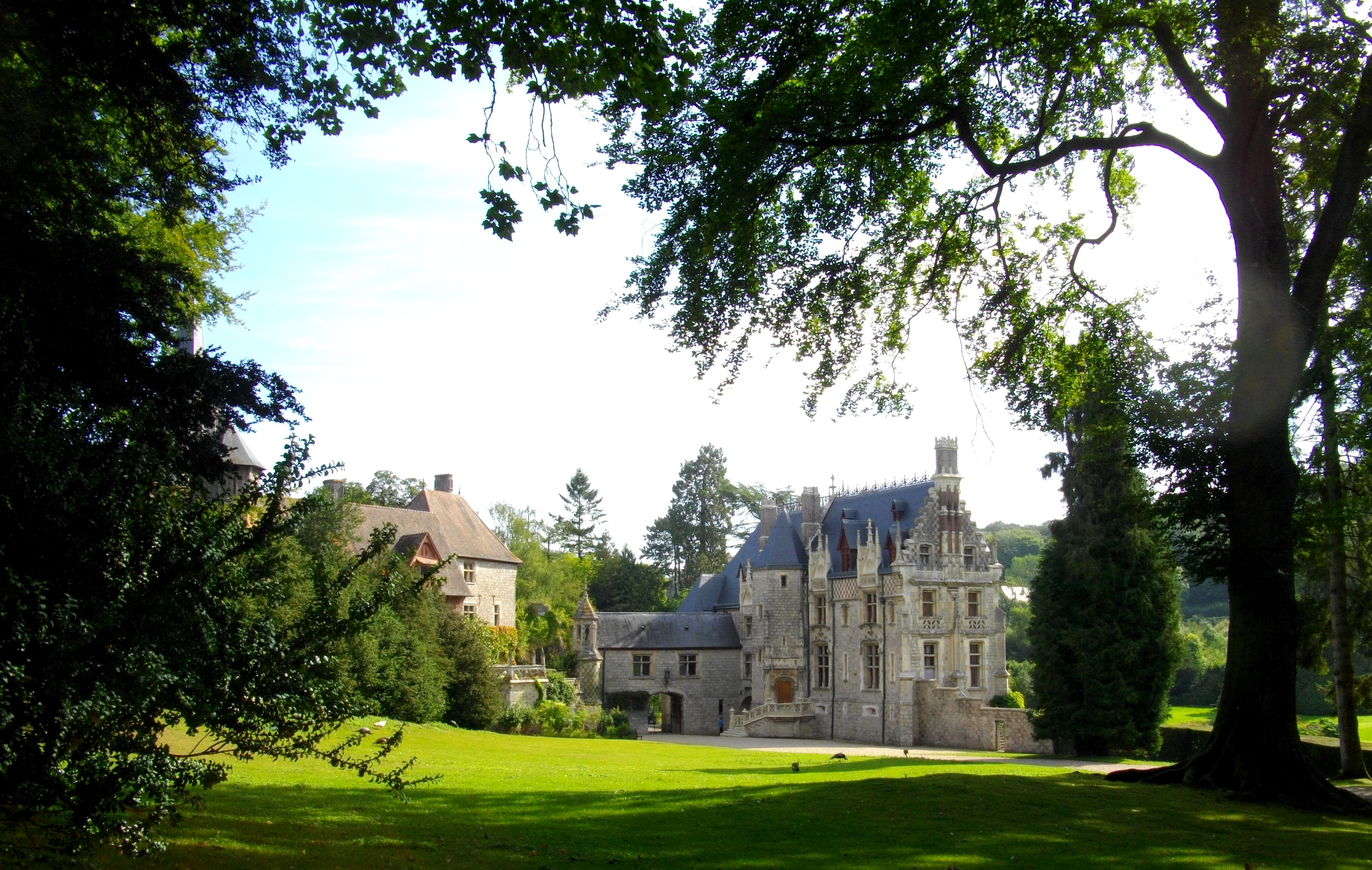
Schloss

## Gemeindepartnerschaften
Mit der deutschen Gemeinden Goldenstedt in Niedersachsen seit 1989 (und im Wege einer Schulpartnerschaft mit Leverkusen (NRW) seit 2000) besteht eine Partnerschaft.

## Persönlichkeiten
- Jean Théodore Delacour (1890–1985), Ornithologe